# Mormopterus jugularis
Mormopterus jugularis é uma espécie de morcego da família Molossidae. Endêmica de Madagascar.